# Rio Pesqueiro
Rio Pesqueiro är ett vattendrag i Brasilien.   Det ligger i delstaten Santa Catarina, i den södra delen av landet, 1 300 km söder om huvudstaden Brasília.
Omgivningarna runt Rio Pesqueiro är en mosaik av jordbruksmark och naturlig växtlighet. Runt Rio Pesqueiro är det glesbefolkat, med 19 invånare per kvadratkilometer.